# جاك ريتشارد
جاك ريتشارد (بالفرنسية: Jacques Richard )‏ (و. 1954 – م) هو ممثل، ومخرج سينمائي، وكاتب سيناريو، من فرنسا، ولد في أنجيه.

## وصلات خارجية
- جاك ريتشارد على موقع IMDb (الإنجليزية)
- جاك ريتشارد على موقع ألو سيني (الفرنسية)
- جاك ريتشارد على موقع أول موفي (الإنجليزية)
- جاك ريتشارد على موقع قاعدة بيانات الأفلام السويدية (السويدية)
- جاك ريتشارد على موقع قاعدة بيانات الفيلم (الإنجليزية)
- جاك ريتشارد على موقع كينوبويسك (الروسية)